# 阿伊魁斯托特斯和聖毛里奇國家公園
阿伊魁斯托特斯和聖毛里奇國家公園（西班牙語：Aigüestortes i Estany de Sant Maurici）是位於西班牙的一座國家公園。阿伊魁斯托特斯和聖毛里奇國家公園是西班牙的14座國家公園之一，也是唯一一座位於加泰隆尼亞的國家公園。阿伊魁斯托特斯和聖毛里奇國家公園地處比利牛山區，境內最高地點高3107米。公園內有接近200個湖泊。